# اتحاد كتاب أذربيجان
اتحاد كتاب أذربيجان (بالأذرية:  Azərbaycan Yazıçılar Birliyi) هي منظمة إبداعية عامة للكتاب والشعراء والمترجمين والنقاد الأذربيجانيين.
تأسس الاتحاد عام 1934، ويقع في باكو.

## النشأة
اتحاد الكتاب أذربيجان يضم حوالي 1500 عضو. رائس الأتحاد هو أنار.
تأسس اتحاد الكتاب الأذربيجان 13 يونيو، عام 1934. حتى ذلك وقت يتصرفون كتاب أذربيجان في الجمعيات المختلفة والمجالس الأدبية.
في عام 1923، عندما نشأت الحاجة إلى توحيد الكتاب الأذربيجانيين في منظمة وحيدة، ذكر العديد من الكتاب أنهم أسسوا اتحاد الكتاب الأتراك ورابطة الشعر.
و سميت هذه الوحدة الأدبية كانت تسمى «صاعقة».
تم تصوير فيلم «الصفحة الثمانون» مكرسة للذكرى 80 عامًا على اتحاد الكتاب أذربيجان.
في أوائل يوليو 1927، في الاجتماع العام الأول للكتاب الأذربيجانيين، تقرر أن توحيد جميع القوى الأدبية حول منظمة وحيدة. 
بهذه الطريقة ظهر المجلس المؤقت لجمعية الكتاب في أذربيجان. 

## رؤساء الاتحاد السابقين
- 1934-1936 محمد كاظم الاكبرلي
- 1936-1938 سيف الله شاملوف
- 1938-1939 رسول رضا
- 1939-1940 سليمان رحيموف
- 1941-1944 صمد فورغون
- 1944-1945 سليمان رحيموف
- 1945-1948 صمد فورغون
- 1948-1954 ميرزاإبراهيموف
- 1954-1958 سليمان رحيموف
- 1958-1965 مهدي حسين
- 1965-1975 ميرزاإبراهيموف
- من1975 حتى 1981- عمران جاسيموف
- 1981-1986 ميرزاإبراهيموف
- 1986-1987 إسماعيل شيخلي
- 1987 أنار